# Compétitions internationales de feux d'artifice

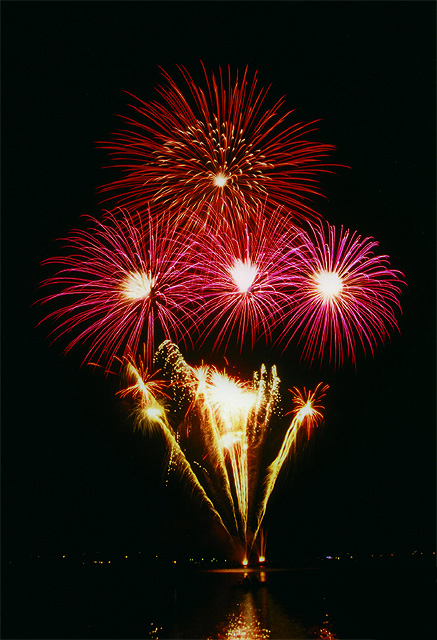
Feu d'artifice à Hambourg.

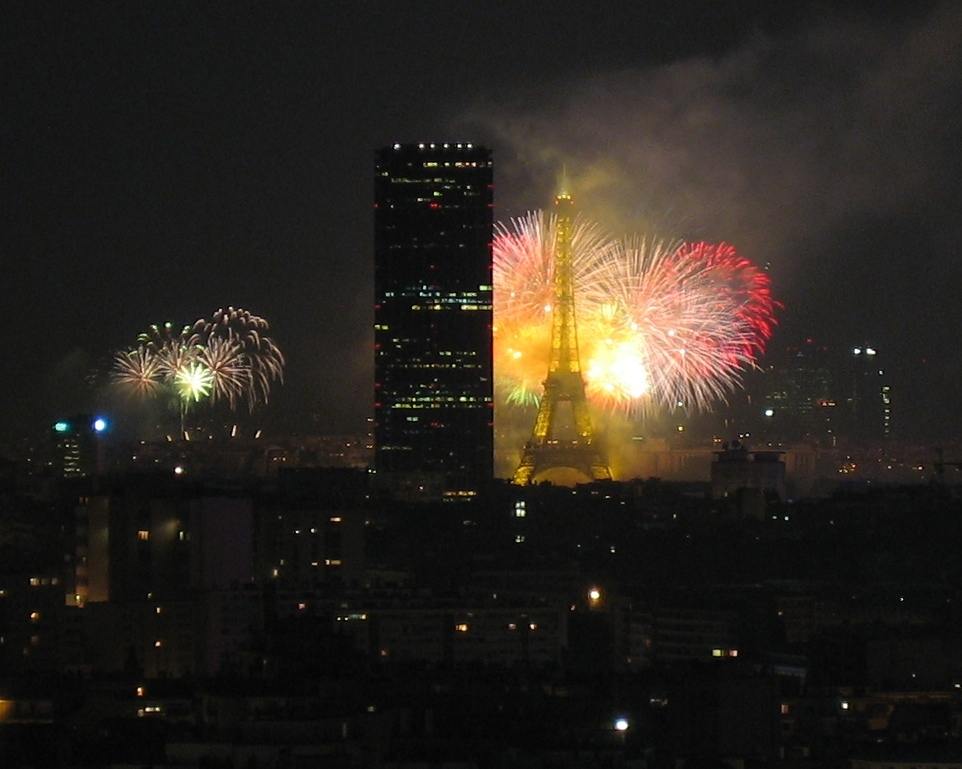
Le feu d'artifice du 14-Juillet à Paris.

Cet article regroupe une liste mondiale de compétitions et de festivals de feux d'artifice actuels et passés.
Cette liste non exhaustive est susceptible d'évoluer au gré des créations, modifications et disparitions d'événements. Le tri est alphabétique et par continent.

## Amérique du Nord

### Canada
- Au Québec ont lieu les Grands Feux Loto-Québec, dans la capitale même, mais aussi les Grands Feux du Casino, sur le lac Leamy près de Gatineau.
- L'International des Feux Loto-Québec (Montréal, Québec, Canada) est le plus important concours au monde avec 5,7 millions de spectateurs annuellement. En 2014, ces feux fêtent leurs 30 ans.
- Celebration of Light (en) à Vancouver
- GlobalFest (en) à Calgary en Alberta

### États-Unis
- Convention annuelle de la Pyrotechnics Guild International (en), qui s'accompagne de nombreux spectacles
- Pyrofest sur le Cooper Lake en Pennsylvanie

### Mexique
- Feux d'artifice artisanaux mexicains
- Festival national de la pyrotechnie
- Compétition de Feux d'Artifice de Tultepec

## Asie

### Chine
- Festival de Feux d'Artifice de Changsha
- Festival de Feux d'Artifice de Liuyang
- Festival international d'Art Pyrotechnique de Macao qui se clôture le 1er octobre.
- Festival de Feux d'Artifice de Sanya
- Festival International de Feux d'Artifice de Shangai (en)

### Japon
- Festival de Feux d'Artifice (matsuri) de Katakai (en)[1], dans la commune d'Ojiya[2].
- Feu d'artifice PL à Tondabayashi, dans la Préfecture d'Osaka.

### Philippines
- La compétition World Pyro Olympics (également appelée Philippine International Pyromusical Competition) se déroule à Manille.

### Autres pays
- Festival international de Feux d'Artifice de Putrajaya en Malaisie
- Le festival international de pyrotechnie à Da Nang au Vietnam se tient annuellement  (DIFC - DaNang International Fireworks Competition).
- Pattaya international fireworks festival en Thaïlande.

## Europe

### Allemagne
- Concours international de Feux d'Artifice de Hanovre (de)
- Pyronale (de)de Berlin
- Journées japonaises (en) à Düsseldorf
- Le Rhin en flammes sur le Rhin moyen
- Flammende Sterne (de), festival itinérant de feux d'artifice en Allemagne
- Kölner Lichter à Cologne
- Konstanzer Seenachtfest (de)sur le lac de Constance
- Lichterfest Stuttgart (de)
- Sommernachtstraum (de)de Munich ("Rêve d'une nuit d'été")

### Belgique
- Festival international de feux d'artifice de Knokke, prestigieuse station balnéaire.

### Croatie
- Zagreb Fireworks Festival

### Espagne
- La Semana Grande de San Sebastián (es) (Concurso-Festival Internacional de Fuegos Artificiales) à Saint-Sébastien au Pays basque, offre à voir un feu d'artifice tiré tous les soirs pendant la semaine englobant le 15 août.
- Le Concours International de Feux d'Artifice de Tarragone (es)de Tarragone
- Fallas de Valence (avec leurs sublimes Correfoc et autres Toro de fuegos)
- Nuit de l'Alborada (es) à Valence
- Concours International de Feux d'Artifice de San Fermín (es)
- Les Feux de Joie de la Saint-Jean (en) à Valence
- Fiestas del Carmen (Madrid) (es)
- Fiesta de Nuestra Señora del Carmen (Cangas del Narcea) (es)
- Trofeu Vila de Blanes en Catalogne ("Focs de Blanes" - Concurso Internacional de Fuegos de Artificio de La Costa Brava),
- Fêtes du Pilar à Saragosse,
- Concours international de Feux d'Artifice de Bilbao (es)
- Fêtes de Llanes (es) dans les Asturies
- Muestra Internacional de fuegos artificiales de Burgos
- Muestra Internacional de Fuegos Artificiales de Vitoria-Gasteiz
- De même qu'en France et en Italie, de très nombreux feux d'artifice sont tirés autour des fêtes religieuses du 15 août. Sans oublier toutes les autres fêtes patronales locales plus ou moins informelles très souvent ponctuées de magnifiques spectacles.

### France
- Les Masters de feu, concours international d'art pyrotechnique, dans la ville de Compiègne depuis 2016 et se déroule au mois de septembre.
- Festival d'art pyrotechnique de Cannes, aux mois de juillet et août. Six pays concourent pour le prix de la Vestale d'Argent en présentant au spectateurs de La Croisette leurs œuvres pyrotechniques les 14, 21, 29 juillet et 7, 15 et 24 août. Tirés depuis des barges, ils offrent un spectacle dans toute la baie de Cannes. Le Palais des Festivals et des Congrès de Cannes organise le Prix du Public, offrant la possibilité aux spectateurs de donner, via le site officiel du festival, une note aux feux en compétition.
- Festival international d'art pyro-mélodique de Royan (géré par une seule société, n'est pas un concours).
- À Annecy se tient la fête du lac le premier samedi d'août[3].
- Festival d'art pyrotechnique de Saint-Brevin-les-Pins en Loire-Atlantique (géré par une société de création et de composition internationale).
- Le Feu de Monteux, dans le Vaucluse, s'y déroule tous les ans.
- Fête du vin et/ou la fête du fleuve de Bordeaux.
- Les nuits d'or de La Grande-Motte : un spectacle par semaine sur barge en mer pendant tout l'été.
- Festival international d'hiver d'art pyromusical de Courchevel.

#### Anciens évènements
- Les Feux de Chantilly, à Chantilly (Oise), a eu lieu tous les deux ans mais la dernière édition s'est tenue en 2008[4].
- Festival pyro de Lectoure. (dernière édition en 2018).
- Le Grand feu de Saint-Cloud rassemble chaque deuxième samedi du mois de septembre des dizaines de milliers de spectateurs dans le parc de Saint-Cloud. (dernière année 2018).
- Festival de Feux d'Artifice de Decazeville (géré par une seule société) (dernière édition en 2017)

### Italie
- Festival de feux d'artifice de Forte dei Marmi
- Festareggio à Reggio d'Émilie
- Sagra del Fuoco à Recco
- Festival CAPUT LUCIS sur l'hippodrome de Capannelle à Rome
- Festa di San Trifone à Adelfia
- Festival dei fuochi d'artificio de Scorrano
- Riccione Fireworks Festival

### Malte
- Malta International Fireworks Festival

### Monaco
- Le Festival d'Art Pyrotechnique de Monaco se tient annuellement dans la rade du port Hercule.

### Pays-Bas
- Le Festival international de feux d'artifice à La Haye (Pays-Bas) se déroule durant une semaine en août, sur la plage[5].

### Pologne
- Festival international de feux d'artifice de Szczecin sur la rivière Oder
- Festival de feux d'artifice de Varsovie

### Portugal
- Festas de Junho[6]
- Festas de Cidade e Gualterianas à Guimarães
- Feira de São Mateus à Viseu
- Feiras Novas à Ponte de Lima
- Madeira Atlantic Festival à Funchal sur l'île de Madère, festival pyromusical sur mer chaque samedi soir de juin.

### République tchèque
- Ignis Brunensis à Brno

### Royaume-Uni
- Festival de Daventry
- British Fireworks Championship à Plymouth
- World Fireworks Championship à Blackpool

### Suède
- Festival de Norrköping, compétition de feux d'artifice se produisant sur la rivière Motala Ström

### Suisse
- Fêtes de Genève (renommées Geneva Lake Festival en 2016). Le spectacle avait lieu chaque année autour du 10 août, dans la rade de Genève. Devant environ 500 000 spectateurs, on y voyait notamment, en clôture du festival, l'un des plus grands feux pyromélodiques du monde, tiré depuis plusieurs radeaux sur le lac Léman. Le feu était un concours entre artificiers ou pays, notamment l'entreprise italienne Soldi ou l'entreprise Pyrostars de Genève. Les fêtes de Genève n'ont plus lieu depuis 2019.
- Chaque 1er août de très grands feux d'artifice sont tirés lors de la Fête nationale suisse

## Moyen-Orient

### Oman
- Championnat du Monde de Feux d'Artifice d'Oman (en)